# Overledingerland

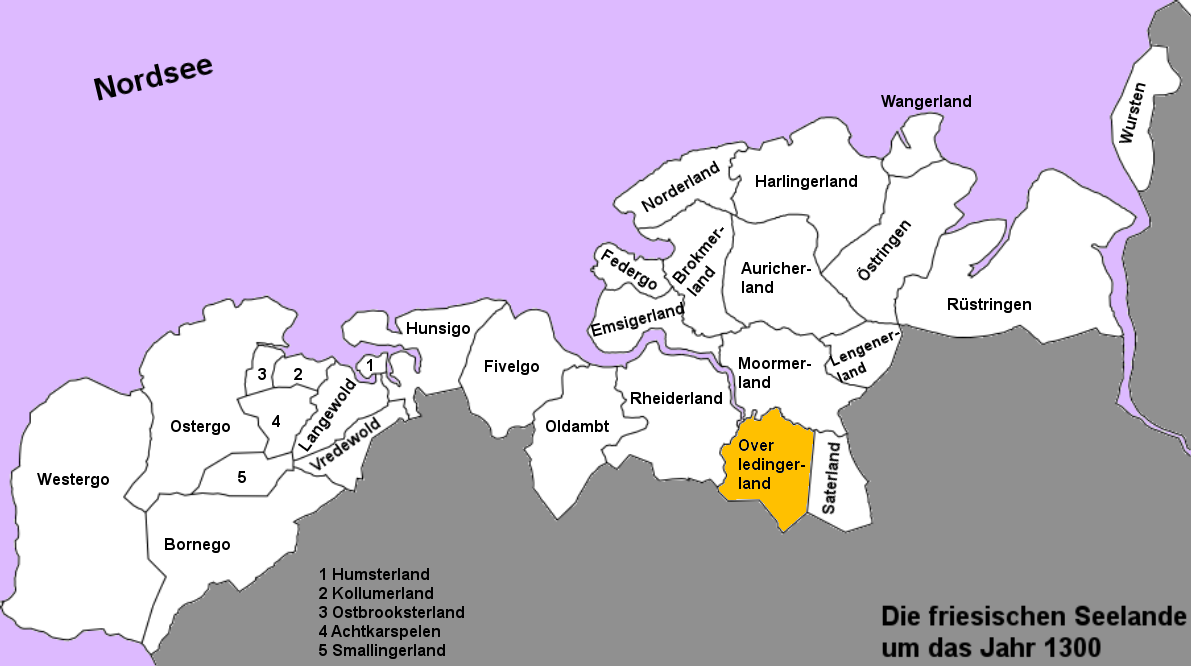
Overledingen var ett av de frisiska landskapen runt år 1300

Overledingerland (Overledingen) är ett historiskt område i södra Ostfriesland mellan floderna Leda och Ems i den tyska delstaten Niedersachsen.

## Administrativ indelning
Overledingerland är i dag indelat i kommunerna Rhauderfehn, Ostrhauderfehn och Westoverledingen samt orten Nettelburg i staden Leer.

## Historia
Overledingerland är liksom Rheiderland, Moormerland och Lengenerland ett av de fyra historiska områdena i denna del av Ostfriesland (distriktet Leer).
Under den tidiga medeltiden hörde området till det karolinska Emsgau. Efter det att de regerande grevarna hade fördrivits blev Overledingen på 1200-talet en självständig del av Friesland. Under den tid som kallas den frisiska friheten hörde området till Upstalsboomförbundet. På 1400-talet upphörde Overledingerlands självständighet i samband med att olika hövdingafamiljer, bland annat Cirksena, tog över olika delar av Ostfriesland. När hövdingatiden upphörde uppgick Overledingen som en del av grevskapet Ostfriesland.